# Chlosyne
Chlosyne is een geslacht van vlinders uit de familie Nymphalidae, de schoenlappers, parelmoervlinders en zandoogjes.

## Soorten
- Chlosyne acastus - (Edwards, 1874)
- Chlosyne californica - (Wright, 1905)
- Chlosyne chinatiensis - (Tinkham, 1944)
- Chlosyne cyneas - (Godman & Salvin, 1878)
- Chlosyne damaetas - (Skinner, 1902)
- Chlosyne definita - (Aaron, [1885])
- Chlosyne ehrenbergii - (Geyer, 1833)
- Chlosyne endeis - (Godman & Salvin, 1894)
- Chlosyne erodyle - (Bates, 1864)
- Chlosyne eumeda - (Godman & Salvin, 1894)
- Chlosyne fulvia - (Edwards, 1879)
- Chlosyne gabbii - (Behr, 1863)
- Chlosyne gaudialis - (Bates, 1864)
- Chlosyne gorgone - (Hübner, 1810)
- Chlosyne harrisii - (Scudder, 1864)
- Chlosyne hippodrome - (Geyer, 1837)
- Chlosyne hoffmanni - (Behr, 1863)
- Chlosyne janais - (Drury, [1782])
- Chlosyne kendallorum - Opler, 1999
- Chlosyne lacinia - (Geyer, 1837)
- Chlosyne leanira - (C. & R. Felder, 1860)
- Chlosyne malcolmi - (Comstock, 1926)
- Chlosyne marina - (Geyer, 1837)
- Chlosyne mazarum - Miller & Rotger, 1979
- Chlosyne melanarge - (Bates, 1864)
- Chlosyne narva - (Fabricius, 1793)
- Chlosyne nycteis - (Doubleday, [1847])
- Chlosyne palla - (Boisduval, 1852)
- Chlosyne poecile - (Felder, 1867)
- Chlosyne riobalsensis - Bauer, 1961
- Chlosyne rosita - Hall, 1924
- Chlosyne sterope - (Edwards, 1871)
- Chlosyne thekla - (Edwards, 1870)
- Chlosyne theona - (Ménétriés, 1855)
- Chlosyne whitneyi - (Behr, 1863)